# Pelvicachromis taeniatus
Pelvicachromis taeniatus és una espècie de peix de la família dels cíclids i de l'ordre dels perciformes.

## Morfologia
Els mascles poden assolir els 8 cm de longitud total.

## Distribució geogràfica
Es troba a Àfrica: des del sud-oest de Nigèria i el delta del riu Níger fins al Camerun.